# Erzbistum Popayán
Das Erzbistum Popayán (lat.: Archidioecesis Popayanensis, span.: Arquidiócesis de Popayán) ist eine in Kolumbien gelegene römisch-katholische Erzdiözese mit Sitz in Popayán. 

## Geschichte

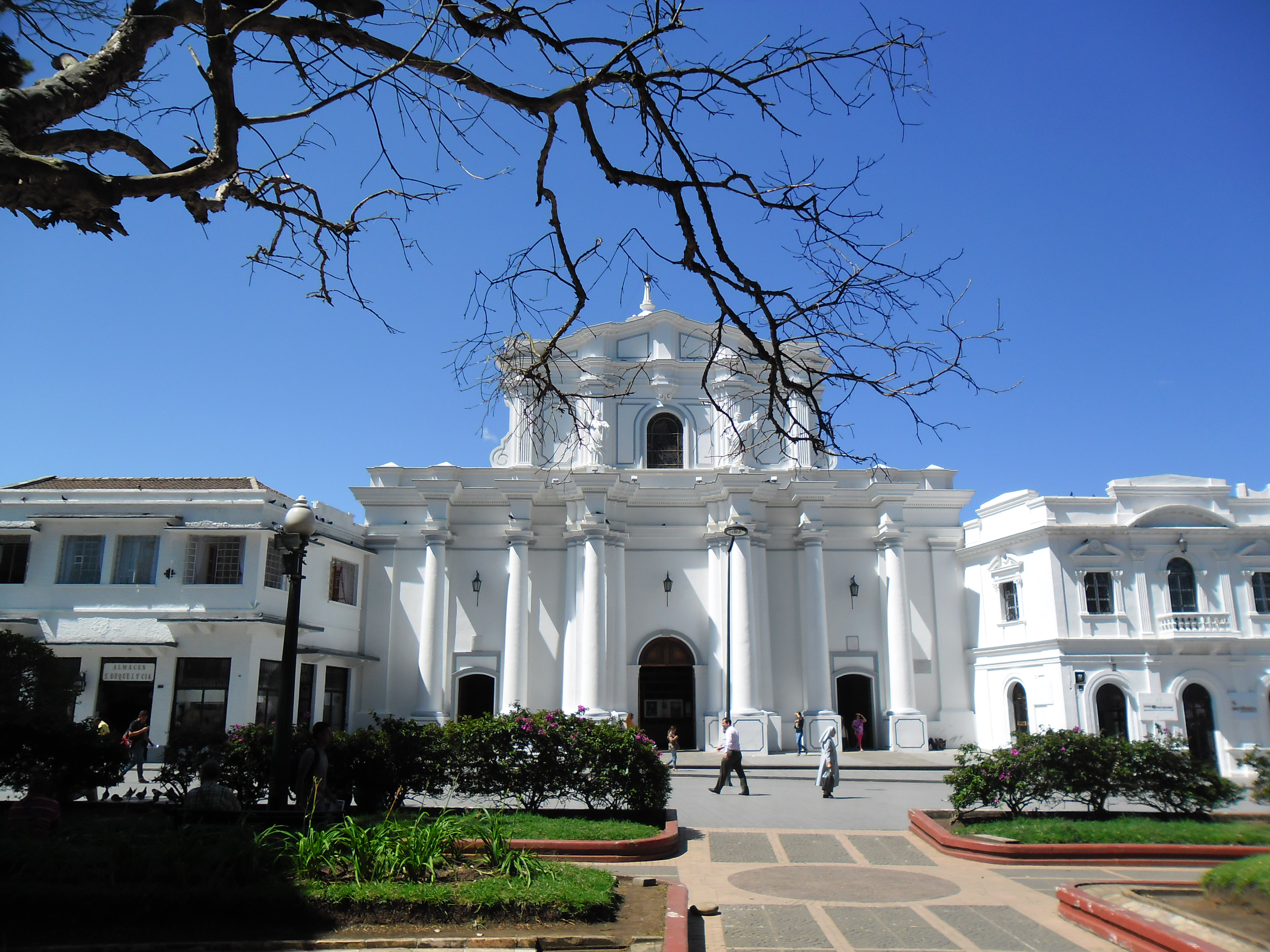
Kathedrale Nuestra Señora de la Asunción in Popayán

Das Erzbistum Popayán wurde am 22. August 1546 durch Papst Paul III. mit der Apostolischen Konstitution Super specula militantis Ecclesiae aus Gebietsabtretungen des Bistums Panamá als Bistum Popayán errichtet. Es wurde dem Erzbistum Lima als Suffraganbistum unterstellt. Am 22. März 1564 wurde das Bistum Popayán dem Erzbistum Santafé en Nueva Granada als Suffraganbistum unterstellt. Das Bistum Popayán gab am 28. Mai 1803 Teile seines Territoriums zur Gründung des Bistums Maynas ab. Weitere Gebietsabtretungen erfolgten am 31. August 1804 zur Gründung des Bistums Antioquía, am 10. April 1859 zur Gründung des Bistums Pasto und 1894 zur Gründung des Bistums Tolima.
Am 20. Juni 1900 wurde das Bistum Popayán durch Papst Leo XIII. zum Erzbistum erhoben. Das Erzbistum Popayán gab am 7. Juni 1910 Teile seines Territoriums zur Gründung des Bistums Cali ab. Weitere Gebietsabtretungen erfolgten am 13. Mai 1921 zur Gründung der Apostolischen Präfektur Tierradentro und am 17. Dezember 1952 zur Gründung des Bistums Palmira.

## Ordinarien

### Bischöfe von Popayán
- Juan Valle, 1547–1563
- Agustín Coruña Velasco OSA, 1564–1590
- Domingo de Ulloa OP, 1591–1598, dann Bischof von Michoacán
- Juan de La Roca, 1599–1605
- Juan González de Mendoza OSA, 1608–1618
- Ambrosio Vallejo Mejía OCarm, 1619–1631, dann Bischof von Trujillo
- Feliciano de la Vega Padilla, 1631–1633, dann Bischof von La Paz
- Diego Montoya Mendoza, 1633–1637, dann Bischof von Trujillo
- Francisco de la Serna OSA, 1637–1645, dann Bischof von La Paz
- Vasco Jacinto de Contreras y Valverde, 1658–1664, dann Bischof von Ayacucho o Huamanga
- Melchor de Liñán y Cisneros, 1668–1672, dann Erzbischof von La Plata o Charcas
- Cristóbal Bernardo de Quiros, 1672–1684
- Pedro Díaz de Cienfuegos, 1686–1696, dann Bischof von Trujillo
- Mateo Panduro y Villafaña OCD, 1696–1714, dann Bischof von La Paz
- Juan Gómez de Neva y Frías, 1714–1725, dann Bischof von Quito
- Juan Francisco Gómez Calleja, 1725–1728
- Manuel Antonio Gómez de Silva, 1728–1731
- Diego Fermín de Vergara OSA, 1732–1740, dann Erzbischof von Santafé en Nueva Granada
- Francisco José de Figueredo y Victoria, 1741–1752, dann Erzbischof von Guatemala
- Diego del Corro, 1752–1758, dann Erzbischof von Lima
- Jerónimo de Obregón y Mena, 1758–1785
- Angel Velarde Bustamante, 1788–1809
- Salvador Jiménez Padilla, 1816–1841
- Fernando Cuero y Caicedo OFM, 1842–1851
- Pedro Antonio Torres, 1855–1866
- Carlos Bermúdez, 1868–1887
- Juan Buenaventura Ortiz, 1888–1894
- Manuel José Cayzedo y Martínez, 1895–1900

### Erzbischöfe von Popayán
- Manuel José Cayzedo y Martínez, 1900–1905, dann Erzbischof von Medellín
- Emanuele Antonio Arboleda CM, 1906–1923
- Maximiliano Crespo Rivera, 1923–1940
- Juan Manoel González Arbeláez, 1942–1944
- Diego Maria Gómez Tamayo, 1944–1964
- Miguel Ángel Arce Vivas, 1965–1976
- Samuel Silverio Buitrago Trujillo CM, 1976–1990
- Alberto Giraldo Jaramillo PSS, 1990–1997, dann Erzbischof von Medellín
- Iván Antonio Marín López, 1997–2018
- Luis José Rueda Aparicio, 2018–2020, dann Erzbischof von Bogotá
- Omar Alberto Sánchez Cubillos OP, seit 2020